# Zuid-Holland Zuid
Zuid-Holland Zuid (nghĩa đen là Nam Nam Hà Lan) là một vùng chính thức của tỉnh Zuid-Holland, Hà Lan. 
Vùng này bao gồm các tiểu vùng sau:
- Drechtsteden, khu tự quản: Alblasserdam, Dordrecht, Hendrik-Ido-Ambacht, Papendrecht, Sliedrecht, và Zwijndrecht
- Goeree-Overflakkee, khu tự quản: Goeree-Overflakkee
- Hoeksche Waard, khu tự quản: Hoeksche Waard